# Jean-Claude Panet
Jean-Claude Panet, né en 1719 à Paris et mort le 28 février 1778 à Québec, est un procureur, avocat, greffier et notaire royal de la Nouvelle-France et juge en poste au Canada sous le régime anglais.

## Époque du régime français au Canada
Jean-Claude Panet était le fils aîné de Jean-Nicolas Panet, commis des trésoriers généraux de la Marine, et de Marie-Madeleine-Françoise Foucher. Il fit des études de droit.
Jean-Claude Panet s'engagea dans la Marine française. Il embarqua de La Rochelle le 10 juin 1740 sur le Rubis, avec François-Louis de Pourroy de Lauberivière, archevêque de Québec. Ils débarquèrent à Québec le 12 août suivant.
Il devint avocat, clerc de notaire, puis au bout d'une année, nommé procureur du roi, en raison de son professionnalisme reconnu par tous jusqu'au gouverneur de la Nouvelle-France, le marquis de Beauharnois.
Le 22 décembre 1744, il est nommé au poste de notaire royal pour la prévôté de Québec. Il assuma cette charge jusqu'en 1775 et fit la transition entre 1760 et 1763 entre les régimes français et anglais.
Lors du siège de Québec de 1759, Jean-Claude Panet rédigea un journal relatant la chronologie des évènements du conflit franco-anglais de mai à septembre 1759, sous le titre de "Précis de ce qui s’est passé au Canada depuis la nouvelle de la flotte de M. Canon". Durant ce siège, Panet fut nommé greffier d’une commission chargée de réprimer le pillage auquel se livraient certains matelots, soldats et miliciens.

## Époque du régime anglais au Canada
Après la bataille des plaines d'Abraham, le 13 septembre 1759, Panet fut, en qualité de substitut du procureur du roi, un des cosignataires de la demande de capitulation demandée au lieutenant du roi, Jean-Baptiste Nicolas Roch de Ramezay qui accepta cette demande auprès des autorités anglaises.
Le nouveau gouverneur britannique, James Murray, créa un tribunal de dernière instance qu’il baptisa Conseil supérieur, il nomma, le 2 novembre 1760, Jean-Claude Panet greffier en chef de cette cour. En 1765, James Murray chargea Jean-Claude Panet d’examiner les registres du Conseil supérieur de la Nouvelle-France pour inventorier les terres qui, sous le Régime français, avaient été réunies au Domaine d’Occident. Le gouverneur précisait que seul un juriste de langue française pourrait y parvenir et que Panet devait avoir libre accès aux documents. La même année, la Cour des plaids-communs se substitua au Conseil supérieur et Jean-Claude Panet en devint le greffier.
Le 26 avril 1775, le nouvel administrateur britannique pour le Canada, Guy Carleton, nomma commissaire et juge pour le district de Québec et son confrère René-Ovide Hertel de Rouville pour le district de Montréal. Ils furent les deux premiers juges francophones et catholiques du nouveau régime anglais. Il devint Président de la Chambre d'Assemblée du Bas-Canada.
Le 13 juillet 1776, Jean-Claude Panet fut un des commissaires chargés d’étudier les dommages et les destructions causés lors de l’invasion de la province par les troupes britanniques.
Le 6 mars 1777, Jean-Claude Panet était nommé au titre de juge de la Cour des plaids communs appelée également la « Cour des plaidoyers communs ». Il assuma cette charge peu de temps car il mourut subitement le 28 février 1778 à Québec.
Un de ses fils, Jean-Antoine Panet, devint avocat, notaire et homme politique du Bas-Canada.